# Sorubim lima
Sorubim lima — вид прісноводних риб з роду Sorubim родини Пласкоголові соми ряду сомоподібні. Інші назви «качконосий сом», «веслоносий сом», «шорсткий сорубім». Видова назва походить від слова lima, що з латини перекладається як «тека» (від нижнього розташування рота цього сома). Утримують також в акваріумах.

## Опис
Завдовжки сягає 54,2 см (в акваріумі — 35—40 см) при вазі 1,3 кг. Статевий диморфізм виявляється в тому, що у самиці вуса й плавці довші ніж у самця. Голова, її передня частина сильно сплощена зверху на кшталт дзьоба або весла. Звідси походять інші назви цієї риби. Очі великі. Лопатоподібний ніс довгий, плаский, на кінці трохи округлий, який накриває нижній рот. Зуби сошникові великі, злиті між собою. Є 3 пари довгих вусів: 1 пара — на верхній, 2 пари — на нижній щелепах. Має 16 зябрових тичинок. Тулуб циліндричний, витягнутий, в області хвостового стебла стиснуто з боків. Усі плавці загострено. Спинний плавець складається з 2 жорстких та 6 м'яких променів. Жировий плавець помірного розміру і трикутної форми. Грудні плавці складаються з 9 м'яких променів. Анальний плавець складається з 19-22 м'яких променів. Хвостовий плавець роздвоєно, нижня лопать на кінці округла.
Самець яскравіше за самицю. Забарвлення сіро-срібляста з оливковим відтінком. По основному фону проходять 2 поздовжні смуги: широка чорна — від кінчика морди через око до нижньої лопаті хвостового плавця включно; вузька срібляста — уздовж спини. Тулуб між ними жовтуватий, спина — темного кольору. Черево має біле забарвлення.

## Спосіб життя
Є демерсальною рибою. Воліє до прісної води. Зустрічається у річках зі швидкою течією. Тримається нижніх шарів води, полюбляє лежати головою додолу. Утворює невеличкі групи. Вдень малорухливий, намагається ховатися серед корчів або в гущавині водоростей. Активний у присмерку та вночі. Живиться дрібною рибою, молюсками, ракоподібними, хробаками. Намагається проковтнути здобич цілком. У випадку, якщо здобич завелика, то сом відпускає її.

## Розповсюдження
Мешкає в басейнах річок Амазонка, Оріноко, Парана, Паранаїба, Магдалена, Токантінс — у межах Бразилії, Венесуели, Колумбії, Перу.

## Утримання в акваріумі
Можна утримувати з іншими великими неагресивними рибами. Акваріум має бути видовженої форми об'ємом від 150 літрів. Твердість води до 20°dH, pH 6,5—7,8, температура 23—30°С. Годують живою сорною рибою, шматочками філе риби, каламара, креветками.